# Rusofobia

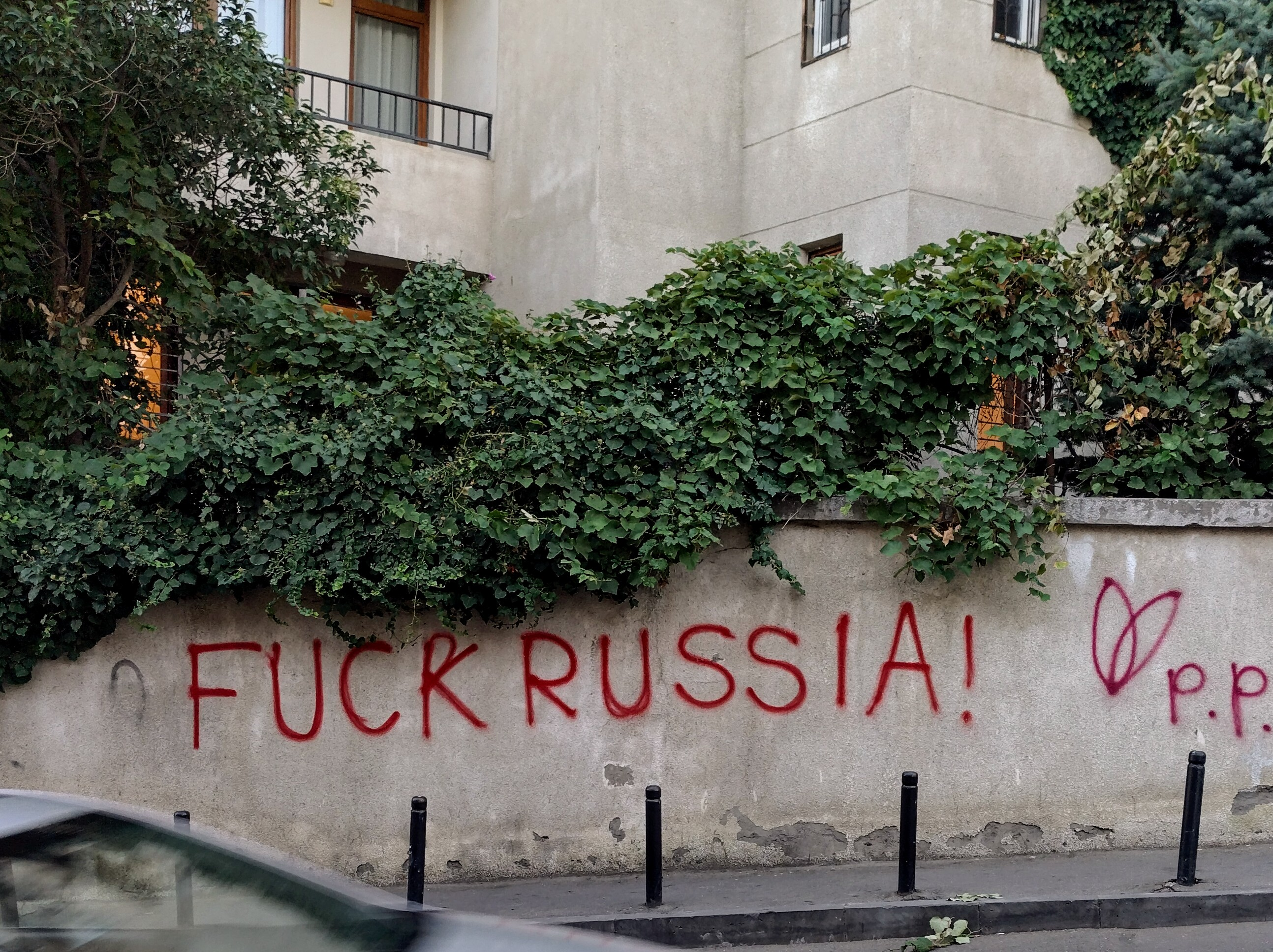
Antyrosyjskie napisy w Tbilisi

Rusofobia – postawa wyrażająca niechęć lub strach przed Rosją, Rosjanami lub rosyjską kulturą. Przeciwieństwem rusofobii jest rusofilia.
Historycznie rusofobia obejmowała zarówno inicjowane przez państwo jak i oddolne prześladowania i dyskryminację, a także propagandę zawierającą nastroje antyrosyjskie. W Europie rusofobia opierała się na różnych mniej lub bardziej uzasadnionych obawach przed rosyjskim podbojem Europy, takich jak te oparte na fałszerstwie Testamentu Piotra Wielkiego stworzonym we Francji w XIX wieku, a później powracających w Wielkiej Brytanii obaw przed rosyjskim atakiem na Indie w związku z Wielką Grą. Istniejące wcześniej nastroje antyrosyjskie w Niemczech są uważane za jeden z czynników wpływających na traktowanie ludności rosyjskiej pod okupacją niemiecką podczas II wojny światowej.
W dzisiejszych czasach nadal istnieje wiele stereotypów i negatywnych skojarzeń na temat Rosjan utrwalonych w kulturze popularnej, zwłaszcza w świecie zachodnim. Niektórzy ludzie mogą mieć uprzedzenia lub nienawiść do Rosjan z powodu historii, rasizmu, propagandy lub zakorzenionych stereotypów. Negatywne poglądy na temat Rosji są powszechne, ale najbardziej rozpowszechnione w zachodnich liberalnych demokracjach.
Niektórzy analitycy twierdzą, że oficjalna zachodnia retoryka i dziennikarstwo na temat polityki Rosji, takich jak II wojna czeczeńska, wojna rosyjsko-gruzińska w 2008 roku czy rzekoma rosyjska ingerencja w wybory prezydenckie w Stanach Zjednoczonych w 2016 roku przyczyniły się do odrodzenia nastrojów antyrosyjskich. Nastroje antyrosyjskie znacznie wzrosły po rozpoczęciu wojny Rosji z Ukrainą w 2014 roku. Latem 2020 roku większość krajów zachodnich miała nieprzychylne poglądy na temat Rosji.
Po rosyjskiej inwazji na Ukrainę w 2022 roku rosyjskojęzyczni imigranci w krajach zachodnich doświadczyli nękania, otwartej wrogości i dyskryminacji.
Niektórzy badacze opisali stosowanie narracji o powszechnej „rusofobii” jako przemyślaną strategię używaną przez Władimira Putina. Narracja ta podkreśla przekonanie, że Rosja stoi w obliczu egzystencjalnego zagrożenia ze strony mocarstw zachodnich i musi podjąć drastyczne środki, aby zapewnić sobie bezpieczeństwo, w tym rozpoczęcie wojny na Ukrainie. Stosowanie takiej retoryki zostało opisane jako usprawiedliwienie rosyjskiego imperializmu (patrz: rosyjski irredentyzm).